# Cinnarizine
Cinnarizine is een antihistaminicum, vooral bedoeld tegen zeeziekte en het overgeven daarbij.
Door zeeziekte zijn de hersenen niet meer in staat voor het lichaam het signaal van het evenwichtsorgaan en het zicht met elkaar in overeenstemming te brengen.
Cinnarizine onderdrukt het signaal van het evenwichtsorgaan, waardoor de braakcentra minder worden geactiveerd.